# Новозирганский сельсовет
Новозирганский сельсовет — муниципальное образование в Хайбуллинском районе Башкортостана. Согласно Закону о границах, статусе и административных центрах муниципальных образований в Республике Башкортостан имеет статус сельского поселения.

## Население
| 2002 | 2010  | 2012 | 2013 | 2014 | 2015 | 2016 |
| ---- | ----- | ---- | ---- | ---- | ---- | ---- |
| 1017 | ↘1000 | ↘967 | ↘956 | ↘954 | ↘950 | ↗960 |
| 2017 | 2018  |      |      |      |      |      |
| →960 | ↘934  |      |      |      |      |      |

## Состав сельского поселения
- с. Новый Зирган,
- д. Илячево,
- д. Танатар.